# Ephedrus trichosiphoniellae
Ephedrus trichosiphoniellae är en stekelart som beskrevs av Hajimu Takada 1968. Ephedrus trichosiphoniellae ingår i släktet Ephedrus och familjen bracksteklar. Inga underarter finns listade i Catalogue of Life.